# Gonatopus clavipes
Gonatopus clavipes é uma espécie de insetos himenópteros, mais especificamente de vespas solitárias pertencente à família Dryinidae.
A autoridade científica da espécie é Thunberg, tendo sido descrita no ano de 1827.
Trata-se de uma espécie presente no território português.